# Smittina obicullatoidea
Smittina obicullatoidea är en mossdjursart som beskrevs av Liu och Hu 1991. Smittina obicullatoidea ingår i släktet Smittina och familjen Smittinidae. Inga underarter finns listade i Catalogue of Life.